# كلاسيكو الأوروغواي
كلاسيكو الأوروغواي لكرة القدم (بالإسبانية: Clásico del fútbol uruguayo)‏ هو أهم منافسة في كرة القدم الأوروغويانية وواحد من أفضل الديربيات في القارة الأمريكية. يُلعب بين أكثر ناديين شعبية في الأوروغواي، نادي ناسيونال لكرة القدم ونادي بنيارول الرياضي (المعروف سابقًا باسم CURCC)، وكلاهما مقرهما في مونتيفيديو.
أُقيمت المواجهة الأولى بين الفريقين عند مطلع القرن في عام 1900، مما يجعلها واحدة من أقدم المنافسات الكروية خارج بريطانيا. فاز CURCC بالمباراة الأولى بنتيجة 2-0.